# Concept RRR 『never fear』
『Concept RRR 『never fear』』（コンセプト トリプルアール ネバーフィアー）は、2014年10月1日にavex traxから発売された河村隆一3枚目のミニ・アルバム。規格品番：AVCD-93025（通常盤：HQCD）AVCD-93024B（初回盤：HQCD+DVD）

## 概要
劇場版『頭文字D Legend1-覚醒-』（2014年8月公開）主題歌「never fear」他収録。

## 収録曲

### CD
1. Victory
2. never fear（新劇場版「頭文字D Legend1 -覚醒-」主題歌）
3. taboo
4. 長い夜の終わりに（BSジャパン「省エネの達人 企業編」テーマソング）
5. 小さな花（happilyオリジナルソング）
6. かけがえのない宝物（happilyオリジナルソング）
7. 愛の唄
8. never fear（piano version）

### DVD
1. never fear（ミュージック・ビデオ）